# Боулорама Барні
Боулорама Барні (англ. Barney's Bowl'o'rama) — локація з серіалу «Сімпсони», зал для гри в кеглі у вигаданому місті Спрингфілд.